# Токмацький провулок
Токма́цький прову́лок — провулок у Деснянському районі міста Києва, селище Биківня. Пролягає від Путивльської до Бобринецької вулиці.

## Історія
Провулок виник у 1950-ті роки під назвою 820-а Нова́ ву́лиця. З 1953 року до 2022 — Кузбаський провулок. 2022 року перейменовано на Токмацький, на честь міста Токмак.

## Особливості
Є однією із найкоротших вулиць міста. Хоча по провулку і розташовані декілька будинків, усі вони належать до вулиць, які сполучає вулиця. Будівель же з адресою «Кузбаський провулок» немає.